# Curtis Greer
(en) Statistiques sur pro-football-reference
Curtis Greer est un joueur américain de football américain, né le 10 novembre 1957 à Detroit dans le Michigan. Il évolua en NFL pendant huit saisons dans l'équipe Cardinals de St Louis.

## Arrivée chez les Cardinals
Étudiant à l'Université du Michigan, Greer joue pour les Michigan Wolverines. Son talent en tant que Defensive end lui vaut d'être choisie en sixième position du draft de 1980 par les St Louis Cardinals.
Débutant lors de la saison 1980, Curtis  dispute 11 matchs, ce qui est un bon début mais les Cardinals finissent 4e de leur conférence et ne se qualifient donc pas. La saison 1981 voit Curtis apparaitre plus mais les Cardinals n'arrive pas à passer dans la conférence dominé par Dallas Cowboys. Le club finit dernier.
La saison 1982 est perturbée par une grève; le classement s'effectue par deux conférences au lieu de quatre et permet au Cardinals de se qualifier pour les play-offs, mais Greer et ses coéquipiers doivent s'incliner face au Green Bay Packers sur un score de 41 à 16.
Les Cardinals n'arrivent pas à reproduire la performance de la saison précédente, terminant 3e. Curtis fera comme en 1981, une saison pleine, jouant tous les matchs de la saison. En 1984, Curtis enregistre de belles performances mais ne permet pas à son club de se qualifier. Néanmoins cet échec, il fait partie de l'équipe B des meilleurs joueurs de la NFC en 1984.
La saison 1985 est un véritable coup de massue pour l'équipe finissant dernière de la NFC East. Curtis se retire du circuit pendant une saison avant de revenir en 1987, les Cardinals finissent troisième et ne se qualifient pas. Greer prend sa retraite après cette saison.